# Gonzalo Buenabad
Gonzalo Buenabad ist ein ehemaliger mexikanischer Fußballspieler, der im Mittelfeld agierte. 

## Leben
Buenabad stand in den ersten beiden Spielzeiten der mexikanischen Profiliga beim Hauptstadtverein CF Atlante unter Vertrag und wechselte zur Saison 1945/46 zum neu gegründeten CF Monterrey, für den er am 19. August 1945 im allerersten Spiel des Vereins in der Profiliga zum Einsatz kam, das 1:0 gegen San Sebastian gewonnen wurde. Nur 4 Wochen später geriet der Mannschaftsbus des CF Monterrey bei einer Auswärtsfahrt in einen Unfall, als der Tank explodierte und der Bus in Brand geriet. Buenabad konnte sich durch das Einschlagen eines Fensters nach draußen retten und überlebte dieses schwere Unglück. Der Verein konnte sich von diesem Schicksalsschlag nicht erholen und verließ die Liga am Ende der Saison 1945/46 wieder.
Buenabad wechselte daraufhin zum CD Veracruz, mit dem er 1948 den mexikanischen Pokalwettbewerb und zwei Jahre später die mexikanische Fußballmeisterschaft gewann. Buenabad spielte noch bis mindestens zur Saison 1950/51 für den Club Deportivo Veracruz.

## Erfolge
CD Veracruz
- Mexikanischer Meister: 1950
- Mexikanischer Pokalsieger: 1948